# すく♪いく
すく♪いく（すくいく）は、キングレコード内に設立された童謡などの子供向け楽曲を専門に企画・制作するレーベルである。

## 概要
「すく♪いく」という名称は、「すくすく」、「スクール」、「いくじ」の3つのテーマを統合したものとなっている。子どもたちの心と情緒を豊かにはぐくむことを目的とし、幼稚園や保育園で行われる発表会、運動会、卒園式などの各種行事で使用する音楽の紹介や、オンラインセミナーの開催、イベントプロデュース等の企画も行っている。
行事の際の歌唱やBGMにも使用できる音楽CDも発売されており、タンポポ児童合唱団、林原めぐみ、ケロポンズなどが参加したものや、保育士のてぃ先生が選曲に携わったものなど多数の商品が存在する。

## 所属アーティスト
- 大友剛
- 小沢かづと
- 菊地ヒロユキ
- きよこ
- クリステル・チアリ
- ケロポンズ
- 坂入姉妹
- 坂田おさむ
- 佐藤弘道
- サトシン
- 清水玲子
- 新沢としひこ
- 鈴木翼
- 谷口國博
- 東京ハイジ
- 長久友紀
- にゃんたぶぅ
  - 和田琢磨、並木のり子、森田桂介
- 長谷川義史
- 福田りゅうぞう
- 藤本ともひこ
- 村方乃々佳
- Luna Luna
- ロケットくれよん
- ROCO
- 井出まさお